# Gapan
Gapan è una città componente delle Filippine, situata nella Provincia di Nueva Ecija, nella Regione di Luzon Centrale.
Gapan è formata da 23 baranggay:
- Balante
- Bayanihan
- Bulak
- Bungo
- Kapalangan
- Mabunga
- Maburak
- Mahipon
- Makabaclay
- Malimba
- Mangino
- Marelo

- Pambuan
- Parcutela
- Puting Tubig
- San Lorenzo (Pob.)
- San Nicolas
- San Roque
- San Vicente (Pob.)
- Santa Cruz
- Santo Cristo Norte
- Santo Cristo Sur
- Santo Niño